# Kotlík
Kotlík – okresowe jeziorko w grupie górskiej Wyhorlat we wschodniej Słowacji. Powierzchnia jeziorka wynosi 1,03 ha. Jest jednym z ośmiu naturalnych zbiorników wodnych Wyhorlatu.

## Położenie
Jeziorko leży u północnych podnóży kopuły szczytowej góry Motrogon, już po północnej stronie głównego grzbietu Wyhorlatu. Wypełnia zagłębienie o dość foremnym, zbliżonym do koła kształcie, znajdujące się na lokalnym wypłaszczeniu stoku. Leży w granicach Obszaru Chronionego Krajobrazu Wyhorlat, wchodząc w obręb rezerwatu przyrody Motrogon.

## Charakterystyka
Kotlík  jest starym zbiornikiem wodnym pochodzenia osuwiskowego. Położenie lustra wody jest niestabilne i znacznie zmienia się w ciągu roku – zależy to od wielkości opadów, ilości wody ściekającej z przyległych stoków, a obecnie również od ilości wody odpływającej sztucznie utworzonym odpływem z sąsiedniego torfowiska. Podaje się, że powierzchnia zbiornika wynosi 1,03 ha a głębokość ok. 0,5 m. Przy maksymalnych stanach wody (wiosna, początek lata) powierzchnia jeziorka może wzrastać do 2, a nawet 3,4 ha, a jego głębokość do 2 m. Natomiast po suchych latach jesienią zbiornik wysycha całkowicie.
Jeziorko jest ważnym miejscem rozrodu kilku gatunków płazów, w tym m.in.  traszki grzebieniastej i traszki zwyczajnej.

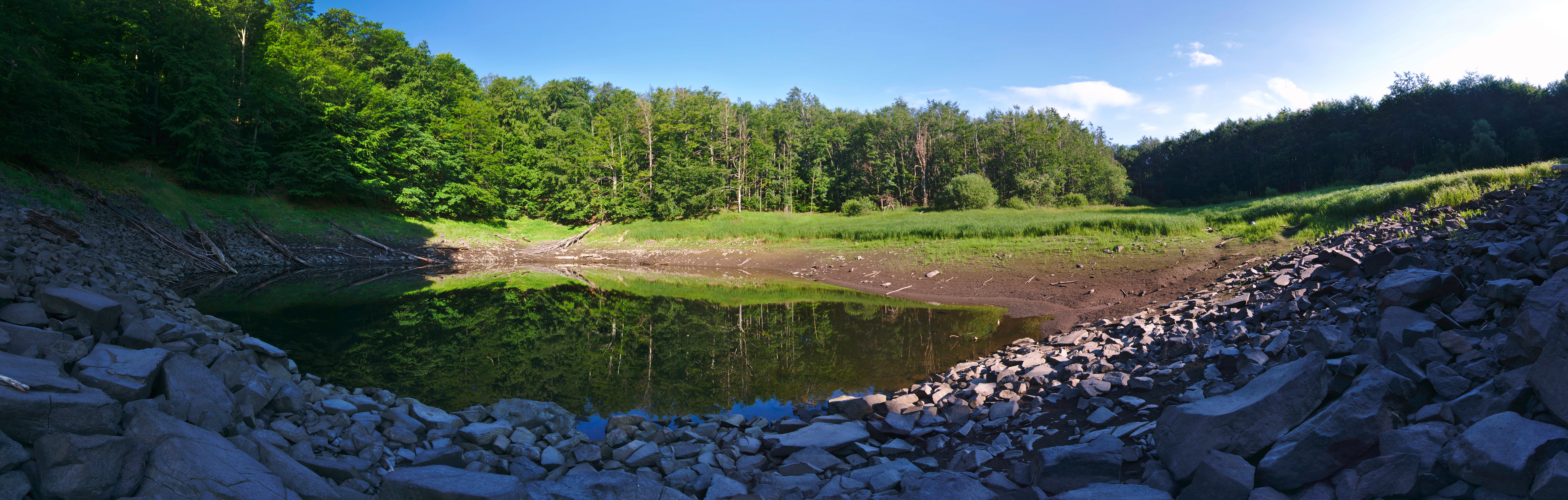
Jezioro Kotlík